# Marigny-le-Châtel
Marigny-le-Châtel település Franciaországban, Aube megyében. Lakosainak száma 1753 fő (2022. január 1.). Marigny-le-Châtel Avon-la-Pèze, Ossey-les-Trois-Maisons, Prunay-Belleville, Rigny-la-Nonneuse, Saint-Flavy, Saint-Lupien és Saint-Martin-de-Bossenay községekkel határos.

## Népesség
A település népességének változása:
| Lakosok száma | 1029 | 1311 | 1540 | 1549 | 1716 | 1725 | 1752 | 1757 | 1761 | 1753 |
|               | 1968 | 1982 | 1990 | 2006 | 2013 | 2015 | 2017 | 2019 | 2020 | 2022 |